# Дефлятор
Дефлятор — коефіцієнт переведення економічних показників, розрахованих у поточних цінах, у ціни порівнюваного (базового) періоду. Зміна показників обсягів вироблених товарів, виражених в грошових одиницях (наприклад, валового національного продукту (ВНП) тощо) за певний період може зумовлюватися не лише зміною фізичних обсягів, а й зміною цін. Щоб позбавитись впливу цінової складової та отримати характеристику змін реальних обсягів виробництва, застосовують приведення економічних показників, розрахованих у поточних цінах, у постійні ціни для набору товарів і послуг, вироблених економікою певної країни впродовж звітного (поточного) періоду.
Типовим прикладом є дефлювання ВВП і встановлення реального ВНП. Дефлятор ВВП є індекс рівня цін вироблених товарів (послуг). За його допомогою здійснюють визначення реального ВВП, що відображає власне зміну фізичних обсягів вироблених товарів (послуг):
{\displaystyle {GDP_{R}}={\frac {GDP_{N}}{P_{GDP}}}}.

## Індекс цін Пааше
Розрахунок дефлятора ВВП зазвичай здійснюється з використанням індексу цін Пааше. Цей індекс обчислюють так:
{\displaystyle P_{n}={\frac {\sum p_{t_{1}}q_{t_{1}}}{\sum p_{t_{0}}q_{t_{1}}}},}
де {\displaystyle q_{1}}, {\displaystyle q_{1}} — обсяг виробництва в розрахунковому періоді; {\displaystyle p_{1}}, {\displaystyle p_{0}} — ціна на товар в розрахунковому і базовому році відповідно..
Індекс Пааше, обчислений для набору товарів та послуг, що входять до ВВП країни, називають дефлятором ВВП. Дефлятор ВВП — це відношення номінального ВВП до реального (тобто рівень інфляції).
Темп зростання реального ВВП = Темп зростання номінального ВВП — дефлятор ВВП